# Gancos
Gancos (más néven Goncos, ukránul: Гонцош) falu Ukrajnában, Kárpátalján, a Huszti járásban.

## Fekvése
Huszttól északkeletre fekvő település.

## Nevének eredete
A Goncos helységnév román dűlőnévi eredetű. A név a román gonţ ’egyféle bab, futóbab, csicseriborsó’ (Bulgar –Constantinescu-Dobrilor) növénynév, jelentése ’babos, borsós, babtermelő, babterülettel rendelkező’. A magyar nyelvjárási gancos ’borzas’ melléknévvel valószínűleg nem hozható kapcsolatba.

## Története
Gancos neve 1898-ban Gancas néven volt említve. Későbbi névváltozatai: 1907-ben, 1913-ban, 1918-ban Ganczos (hnt.), 1944-ben Goncos, Гонцошъ, 1983-ban Гонцош.